# South Woodford (London Underground)

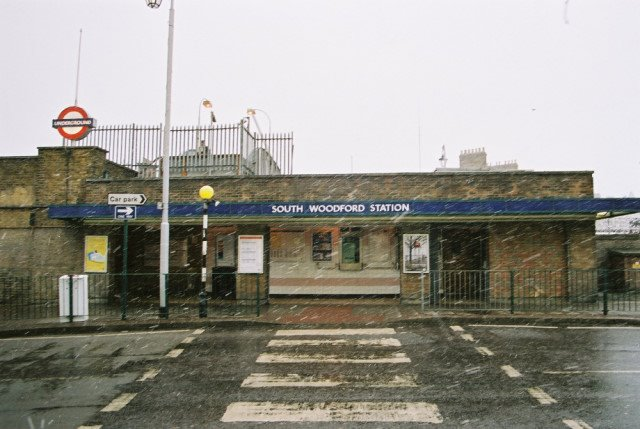
Stationsgebäude

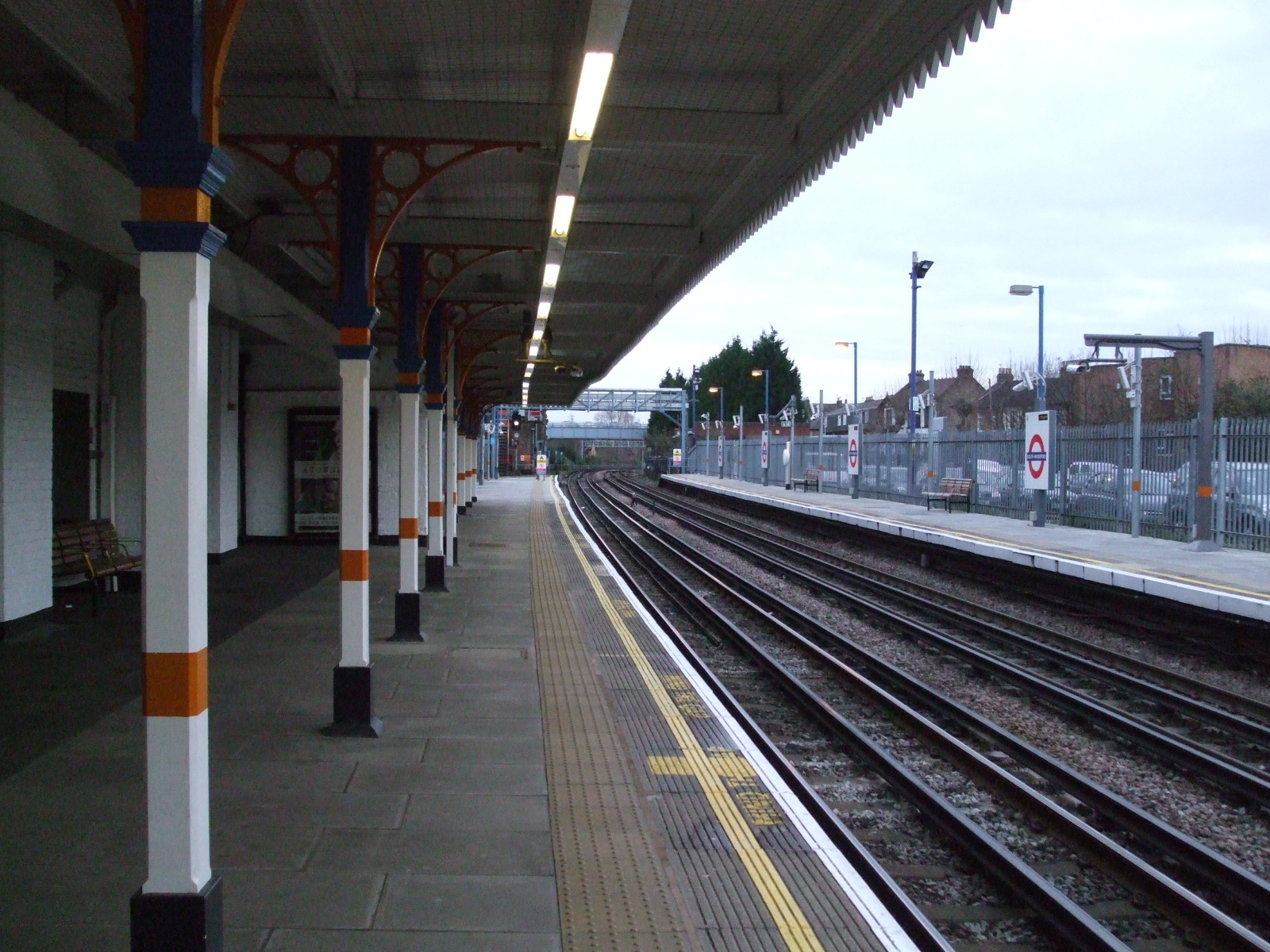
Bahnsteig

South Woodford ist eine oberirdische Station der London Underground im Stadtbezirk London Borough of Redbridge. Sie liegt in der Travelcard-Tarifzone 4 an der George Lane. Im Jahr 2013 nutzten 4,59 Millionen Fahrgäste diese von der Central Line bediente Station.
Die Station wurde am 22. August 1856 unter dem Namen South Woodford (George Lane) durch die Eastern Counties Railway (ECR) eröffnet, als Teil der neu erbauten Strecke von Stratford nach Loughton, die neun Jahre später bis Ongar verlängert wurde. 1862 ging die ECR in der Great Eastern Railway auf, diese wiederum 1923 in der London and North Eastern Railway. Nach einigen baulichen Anpassungen befuhren am 14. Dezember 1947 erstmals U-Bahn-Züge der Central Line die Strecke. Der Namenszusatz George Lane wurde nach der Übernahme durch London Underground nie mehr offiziell verwendet, steht aber noch immer auf einigen Hinweisschildern.